# Dany BPM
Dany BPM, de son vrai nom Daniel López Munuera, est un producteur et disc jockey de musique électronique espagnol. Au fil de sa carrière, il participe à d'importants événements EDM tels que Bassleader et Decidel Outdoor. Il est l'auteur de morceaux publiées par de nombreux labels comme Bomb Records, Xtrabass, Kings of Jump, Rude Records, Resistance Recordings, Fresh Beats et Dirty Workz. Il est également l'un des organisateurs de l'événement Global Music.

## Biographie
Munuera lance sa carrière de disc jockey en 1996. Il lance officiellement sa carrière dans la musique makina en décembre 1999 avec l'EP Hymn (The New Millenium Remix) en décembre 1999 publié au label Bit Music. En 2006, son single No More Lies atteint la 20e place des classements espagnols pendant une semaine. 
Munuera dérivera progressivement vers des genres plus hard comme le jumpstyle et la hard house. En 2011, ses titres Boom Bamm et Newskool (avec Junior Waxx) sont inclus dans la compilation Bassleader 2011. Dany BPM participe au Decidel Outdoor 2014 dans la partie Pussy Lounge,, ; il participe à l'événement en 2015, cette fois dans la catégorie Jump & Tek. Il participe ensuite à l'événement Dream Village en septembre 2014. En avril 2014, il participe à l'événement Qontinent. La même année, son single Nakez est inclus dans la compilation Fucking Ohstyle - Hate It. or Love It!, compilation classée neuvième aux classements belges. Vicious Magazine décerne à Munuera le prix de « meilleur artiste hardstyle de l'année ».
Il participe en juin 2015 à l'épisode 167 de l'émission radio Ktra de Kutski. Le 20 juin 2015, il participe à l'événement Summer Story à Madrid.